# Bruchophagus nigrella
Bruchophagus nigrella is een vliesvleugelig insect uit de familie Eurytomidae. De wetenschappelijke naam is voor het eerst geldig gepubliceerd in 2011 door Özdikmen.